# Ray Myland
Raymond „Ray” Myland (ur. 30 lipca 1927 w St Albans, zm. 12 stycznia 2014) – brytyjski zapaśnik walczący w obu stylach. Dwukrotny olimpijczyk. Odpadł w eliminacjach w Londynie 1948 w stylu klasycznym i Helsinkach 1952 w stylu wolnym. Walczył w kategorii 67 kg.

## Kariera
Brązowy medalista igrzysk Imperium Brytyjskiego i Wspólnoty Brytyjskiej w 1954 i 1958 roku, gdzie reprezentował Anglię.
Czterokrotny mistrz kraju w: 1947 i 1952 (69 kg), 1951 (76 kg), 1958 (85 kg).
- Turniej w Londynie 1948

Przegrał z Gustavem Freijem ze Szwecji i Ahmetem Şenolem z Turcji. 
- Turniej w Helsinkach 1952

Przegrał z Tevfikiem Yüce z Turcji i Tofighem Jahanbakhtem ze Iranu.